# Metepeira tarapaca
Metepeira tarapaca là một loài nhện trong họ Araneidae.
Loài này thuộc chi Metepeira. Metepeira tarapaca được miêu tả năm 2001 bởi Piel.